# Beros
Beros (akadski: Bēl-rē'ušu, prevedeno „Bel je njegov pastir“, grčki Βήρωσσος, Berossos) (oko 340. – 270. pr. Kr.) babilonski je svećenik, pisac i astronom iz helenističkog doba koji je pisao na grčkom jeziku. Živio je u 3. stoljeću pr. Kr., a rođen je u doba Aleksandrove vladavine nad Babilonom (330. – 323. pr. Kr.), možda i ranije (oko 340. pr. Kr.), a prema Vitruvijevom djelu „Arhitektura“, preselio se na grčki otok Kos gdje je podučavao astrologiju pod patronatom egipatskog kralja. Ipak, povjesničari dvoje je li Beros mogao raditi pod Seleukidima, a zatim se preseliti u Ptolomejev Egipat.
U svom djelu Babyloniaca u tri sveska, uz priče o babilonskim bogovima i kozmogoniji, piše i o astrologiji i vještini tumačenja zvijezda. U skladu sa shvaćanjima Thema mundi, smatrao je da dolazi do svjetskog požara kada se sastanu svi planeti u znaku Raka, a do općeg potopa kada se svi planeti susretnu u znaku Jarca.

## Djela
- „Babyloniaca“
- „Procreatio“

## Zanimljivosti
- U djelima grčkog pisca Aleksandra Polihistora, nalazimo navode iz Berosovih zapisa, gdje opisuje drevnu mezopotamsku mitologiju i bića u njima (kao npr. Oannes), koja su poslužila kao inspiracije autorima znanstvene fantastike.

## Vanjske poveznice
- Beros: Fragmenti (Sacred-texts.com)
- Beros (Livius.org, Jona Lendering)  Arhivirana inačica izvorne stranice od 3. listopada 2009. (Wayback Machine)
- Beros, Encyclopædia Britannica